# Kitsap Lake

Kitsap Lake es un lugar designado por el censo ubicado en el condado de Kitsap en el estado estadounidense de Washington. En el Censo de 2020 tenía una población de 1997  habitantes y una densidad poblacional de 665,67 habitantes por km². Hasta el año 2020, formaba parte del CDP de Erlands Point-Kitsap Lake.

## Geografía
Kitsap Lake se encuentra ubicado en las coordenadas 47°35′22″N 122°42′48″O / 47.58944, -122.71333. Según la Oficina del Censo de los Estados Unidos,  tiene una superficie total de 3 km², todos correspondientes a tierra firme.